# Кончески, Пол
Пол Ма́ртин Конче́ски (англ. Paul Martyn Konchesky; род. 15 мая 1981[…], Баркинг, Большой Лондон) — английский футболист и тренер, выступал на позиции защитника.

## Карьера
Пол начинал карьеру в «Чарльтон Атлетик», став самым молодым игроком, дебютировавшим в составе первой команды этого клуба. Позднее его рекорд перебил Джонджо Шелви.
В 2005 году Кончески перешёл в «Вест Хэм Юнайтед», в составе которого дошёл до финала розыгрыша Кубка Англии 2006 года, где его клуб уступил «Ливерпулю» в серии пенальти. Сам Пол отметился в этом матче голом.
С 2007 по 2010 годы он выступал за «Фулхэм», и в сезоне 2009/10 помог клубу выйти в финал первого розыгрыша Лиги Европы (прежде этот турнир назывался Кубок УЕФА), но в решающем матче «дачники» проиграли мадридскому «Атлетико».
В последний день летнего трансферного окна 2010 года Кончески перешёл в «Ливерпуль», который незадолго до того возглавил экс-наставник «Фулхэма» Рой Ходжсон.
После увольнения Роя Ходжсона с поста главного тренера «Ливерпуля» и с приходом Кенни Далглиша Кончески сразу был выставлен на трансфер так как не входил в планы нового тренера. После того как переговоры с такими клубами Премьер-лиги, как «Ньюкасл» и «Сток Сити» не увенчались успехом, Пол отправился на правах аренды в Чемпионшип в «Ноттингем Форест».
13 июля 2011 года перешёл в «Лестер Сити». Сумма трансфера не разглашается.

## Статистика выступлений за сборную
| Матчи Пола Кончески за сборную Англии | Матчи Пола Кончески за сборную Англии | Матчи Пола Кончески за сборную Англии | Матчи Пола Кончески за сборную Англии | Матчи Пола Кончески за сборную Англии | Матчи Пола Кончески за сборную Англии | Матчи Пола Кончески за сборную Англии |
| ------------------------------------- | ------------------------------------- | ------------------------------------- | ------------------------------------- | ------------------------------------- | ------------------------------------- | ------------------------------------- |
| №                                     | Дата                                  | Оппонент                              | Счёт                                  | Голы                                  | Соревнование                          |                                       |
| 1                                     | 12 февраля 2003                       | Австралия                             | 1 : 3                                 | -                                     | Товарищеский матч                     |                                       |
| 2                                     | 12 ноября 2005                        | Аргентина                             | 3 : 2                                 | -                                     | Товарищеский матч                     |                                       |